# Cheilanthes swartzii
Cheilanthes swartzii là một loài dương xỉ trong họ Pteridaceae. Loài này được Webb & Berthel. mô tả khoa học đầu tiên năm 1847.
Danh pháp khoa học của loài này chưa được làm sáng tỏ. 